# 岡村靖幸のカモンエブリバディ
岡村靖幸のカモンエブリバディ（おかむらやすゆきのカモンエブリバディ
）は、NHKラジオ第1とNHK-FMで不定期に放送されているラジオ番組である。

## 概要
岡村がパーソナリティとしてNHKFMに登場するのは1990年3月に終了した「ジョイフルポップ」以来およそ29年ぶり。岡村がリスナーからのメールを紹介したり、ゲストを迎えトークや様々なことに挑戦する。

## 放送リスト
| 放送日                                                                                          | タイトル                                   | ゲスト                                         | 岡村が挑戦したこと | 備考 | 出典   |
| ----------------------------------------------------------------------------------------------- | ------------------------------------------ | ---------------------------------------------- | ------------------ | --- | ------ |
| NHK-FM 2019年5月6日18:00〜18:50 (再放送 5月13日10:00〜10:50)                                    | 岡村靖幸のカモンエブリバディ               | なし                                           |                    | | [ 1 ]  |
| NHK-FM 2019年7月15日23:00〜23:50 (再放送7月22日10:00〜10:50) NHKラジオ第一 7月22日 16:00〜16:50 | 岡村靖幸のカモンエブリバディ               | 大貫妙子                                       | 俳句               | | [ 2 ]  |
| NHKラジオ第一 2019年9月23日 17:05〜17:55                                                        | 岡村靖幸のカモンエブリバディ               | 宇多丸 (RHYMESTER)                             | ラップ             | | [ 3 ]  |
| NHKラジオ第一 2020年1月1日20:05〜20:55,21:05〜21:55 NHK-FM 1月2日19:20〜21:00                   | 岡村靖幸のカモンエブリバディ 初春SP        | 斉藤和義                                       |                    | 二人でセッション「春、白濁」を番組中に制作し披露                                                                                                | [ 4 ]  |
| NHK-FM 2020年5月3日 22:00〜23:00 NHKラジオ第一 5月4日12:15～12:55/13:05～13:55                  | 岡村靖幸のカモンエブリバディ               | コロナの影響により、お喋り追加でアンコール放送 |                    | 本来ならケラリーノ・サンドロヴィッチとともに声優、コントに初挑戦する予定だったが 新型コロナウイルスの影響で同年の新春SPのアンコール放送となった | [ 6 ]  |
| NHK-FM 2020年8月11日18:00〜18:50 NHKラジオ第一 8月14日 22:05〜22:55                             | 岡村靖幸のカモンエブリバディ               | ケラリーノ・サンドロヴィッチ                   |                    | 岡村がやりたいコントについて話し合いを行った | [ 7 ]  |
| NHKラジオ第一 2020年9月21日15:05〜15:55 NHK-FM 9月24日 22:05〜22:55                             | 岡村靖幸のカモンエブリバディ               | なし                                           |                    | 岡村のひとり語り | [ 8 ]  |
| NHKラジオ第一 2020年11月23日13:05〜13:55 NHK-FM 11月24日 18:00〜18:50                           | 岡村靖幸のカモンエブリバディ               | なし                                           |                    | 岡村のひとり語り | [ 9 ]  |
| NHK-FM 2021年1月2日19:20～21:00 NHKラジオ第一（再放送 1月3日15:05～15:55,16:05～16:55）         | 岡村靖幸のカモンエブリバディ２０２１初笑い | ケラリーノ・サンドロヴィッチ、犬山イヌコ       | コント             | ケラリーノ脚本のコントに岡村が犬山とともにとして参加した。                                                                                      | [ 10 ] |
| NHKラジオ第一 2021年2月23日17:05〜17:55 NHK-FM 2月26日 18:00〜18:50                             | 岡村靖幸のカモンエブリバディ               | なし                                           |                    | 岡村のひとり語り | [ 11 ] |
| NHKラジオ第一 2021年11月3日10:05〜10:55 NHK-FM 11月17日 18:00〜18:50                            | 岡村靖幸のカモンエブリバディ               | 歴史研究家 河合敦                              |                    | “現代を生きる私たちに役に立つ歴史を学びたい！” 同い年の歴史研究家・河合敦さんから学ぶ。                                                         | [ 12 ] |